# Danubius Hotels Group
Danubius Hotels Group je jedna z největších sítí provozujících hotely ve střední Evropě specializující se na lázeňství. Danubius Hotels Group podle časopisu HOTELS Magazine's s 56 hotely nacházejícími se v Maďarsku, Spojeném království, Česku, Slovensku a Rumunsku zaujímá 103. místo na světě z 300 největších hotelových operátorů.[zdroj?]

## Historie
Danubius Hotels Group byla založena v roce 1972 tehdejším Ministerstvem zahraničního obchodu Maďarska s cílem rozvinou lázeňství. Společnost vlastněná státem v té době vlastnila Grand Hotel Margitsziget a Hotel Helion v Keszthely, později došlo k výstavbě Hotelu Hilton v Budapešti.
Společnost se v roce 1991 stala akciovou společností a v roce 1992 byly zavedeny akcie na Budapešťské burze cenných papírů. V roce 1996 Danubius Hotels Group úspěšně požádala o 85 % vlastnického práva na Hungar Hotels a 100 % vlastnického práva byla získána v roce 2004.
Danubius Hotels Group se začalo šířit do zahraničí v listopadu 1999. Prvním krokem byl nákup Hotelu Villa Buterfly v Mariánských Lázních, o rok později pak následoval nákup 65 % vlastnického práva na Léčebné Lázně Mariánské Lázně a.s. včetně 31 nemovitostí, 4 lázeňských center a 40 pramenitých zdrojů. V roce 2001 Danubius Hotels Group získal 82 % v rumunské akciové společnosti v privatizačním řízení s 1 000 hotelovými pokoji a léčebné zařízení v Sovata (Rumunsko). V roce 2002 nákupem 67 % akcií získalo Danubius Hotels Group podíl ve společnosti Slovenské Liecebne Kúpele.
Od jara 2004 se Danubius Hotels Group stal spolumajitelem světově proslulého Gundel restaurants připojením podniků Bagolyvár, Wine Public House, Vinařství v Mad a Eger.

## Hotely
Momentálně Dabubius Hotels Group provozuje 56 hotelů v Maďarsku, Velké Británii, České republice, na Slovensku a v Rumunsku.[zdroj?]

### Maďarsko

#### Budapešť
- Danubius Health Spa Resort Margitsziget
- Danubius Health Spa Resort Helia
- Danubius Hotel Gellért – Classic Collection
- Danubius Grand Hotel Margitsziget – Classic Collection
- Danubius Hotel Astoria – Classic Collection
- Danubius Hotel Arena
- Danubius Hotel Flamenco
- Hilton Budapest
- Radisson Blu Béke Hotel
- Best Western Hotel Hungaria
- Hotel Budapest
- Hotel Erzsébet City Center

#### Hévíz
- Danubius Health Spa Resort Hévíz
- Danubius Health Spa Resort Aqua
- Park Hotel Hévíz

#### Bükfürdő
- Danubius Health Spa Resort Bük

#### Sárvár
- Danubius Health Spa Resort Sárvár

#### Sopron
- Hotel Lövér

#### Győr
- Hotel Rába

#### Balatonfüred
- Hotel Annabella
- Hotel Marina

#### Pécs
- Hotel Palatinus
- Hotel Pátria

### Spojené království

#### Londýn
- Danubius Hotel Regents Park

### Česká republika

#### Mariánské Lázně
- Danubius Health Spa Resort Nové Lázně – Classic Collection
- Danubius Health Spa Resort Centrální Lázně – Classic Collection
- Danubius Health Spa Resort Maria Spa Courtyard (Zrekonstruováno 2011)
- Danubius Health Spa Resort Hvězda-Skalník
- Danubius Health Spa Resort Grandhotel Pacifik
- Danubius Hotel Villa Butterfly
- Spa Hotel Svoboda
- Spa Hotel Vltava-Berounka
- Spa Hotel Labe

### Slovensko

#### Piešťany
- Danubius Health Spa Resort Thermia Palace – Classic Collection
- Danubius Health Spa Resort Balnea Esplanade
- Danubius Health Spa Resort Balnea Palace
- Spa Hotel Balnea Grand
- Spa Hotel Balnea Splendid
- Villa Berlin
- Spa Hotel Jalta
- Spa Hotel Pro Patria

#### Smrdáky
- Spa Hotel Morava
- Spa Hotel Central
- Spa Hotel Vietoris

### Rumunsko

#### Sovata
- Danubius Health Spa Resort Sovata
- Hotel Bradet
- Hotel Faget

## Značky

### Danubius Hotels
Danubius Hotels jsou nejčastěji 4 hvězdičkové městské hotely, které lze nalézt například v Budapešti a v Londýně.

### Ensana Hotels
Ensana Health Spa Hotels jsou nejčastěji 4 hvězdičkové lázeňské a wellness hotely. Označení „Ensana“ je odvozeno z latinských slov pro „zdraví“ a „léčení“. Značka sestává z 26 hotelů v Maďarsku (Budapešť, Sárvár, Hévíz), Velké Británii (Buxton), České republice (Mariánské Lázně), Slovensku (Piešťany, Smrdáky) a Rumunsku (Sovata). Skupina Ensana Hotels vznikla v roce 2019. Skupina má nemovitosti v České republice, v Maďarsku, v Rumunsku a na Slovensku a specializuje se na spojení léčivé síly místních přírodních zdrojů s odbornými lékařskými znalostmi. Léčba probíhá pomocí přírodních léčivých zdrojů, jimiž jsou zejména minerální pramenité vody, termální vody, léčivé bahno, rašelina a přirozeně se vyskytující plyny.

### Spa hotel
Spa hotel jsou nejčastěji 3 hvězdičkové lázeňské hotely, které nabízejí lázeňské a wellness pobyty.

### Classic Collection
Classic Collection jsou umístěny v historických budovách, které mají sofistikovaný design interiéru a eleganci připomínající atmosféru minulého století.

### Další členové Danubius Hotels Group
Ostatní 3, 4 a 5 hvězdičkové hotely v Danubius Hotels Group mají různé nabídky. Mezi nimi, v Budapešti lze nalézt Hilton, Radisson SAS a Best Western hotely. Jsou provozovány jako franšízy.

## Fotogalerie

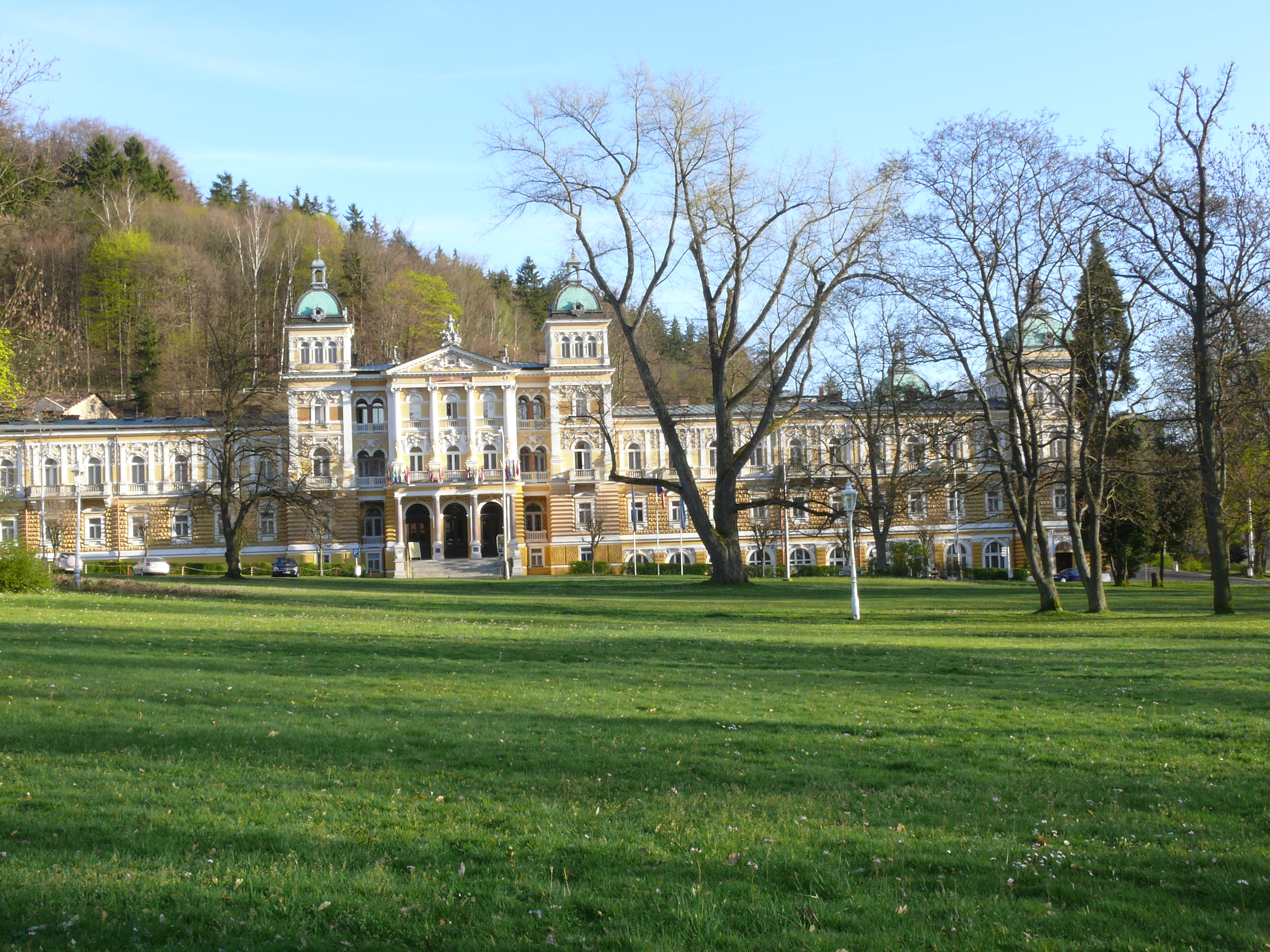
Danubius Health Spa Resort Nové Lázně Mariánské Lázně
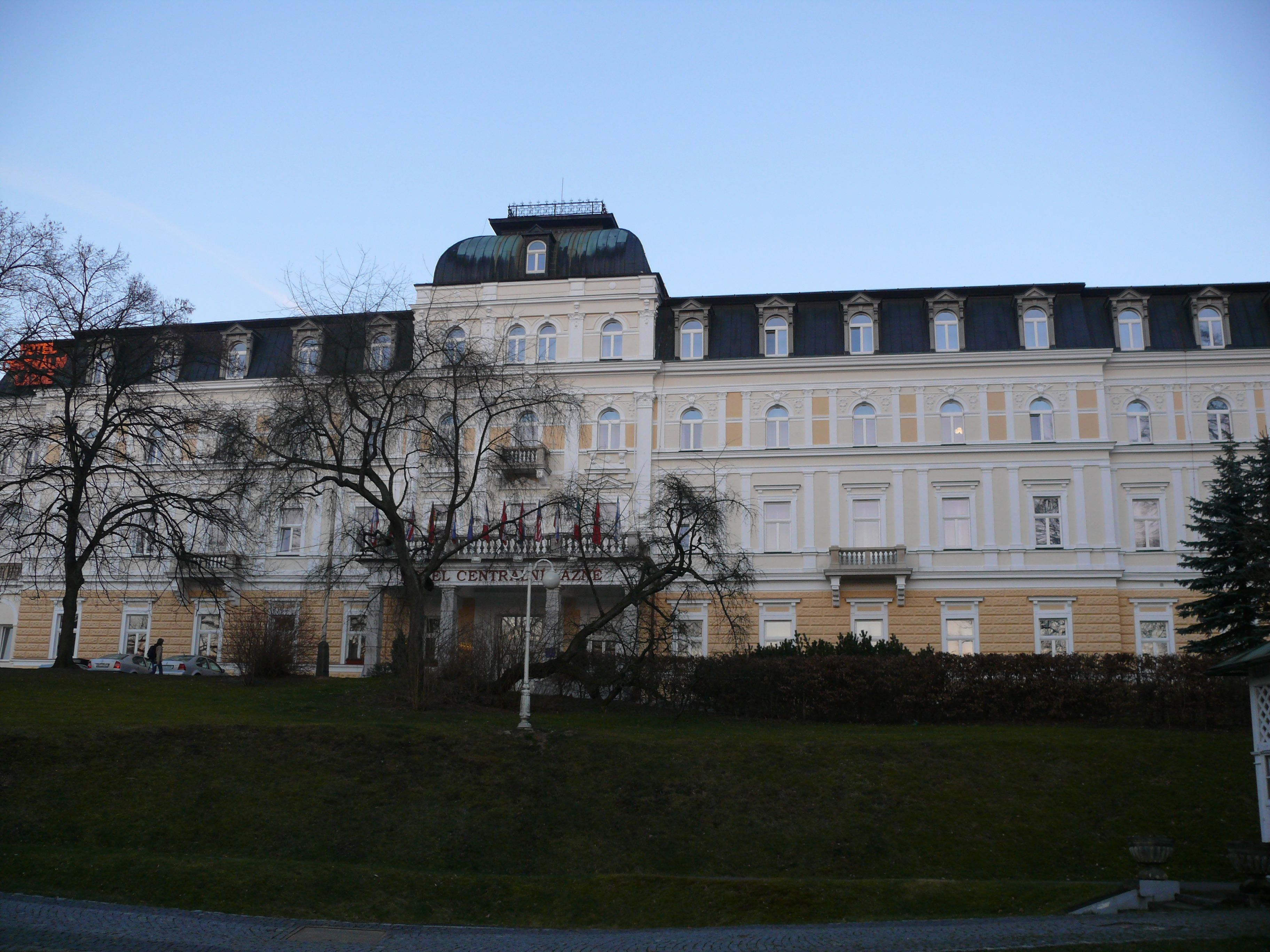
Danubius Health Spa Resort Centrální Lázně Mariánské Lázně
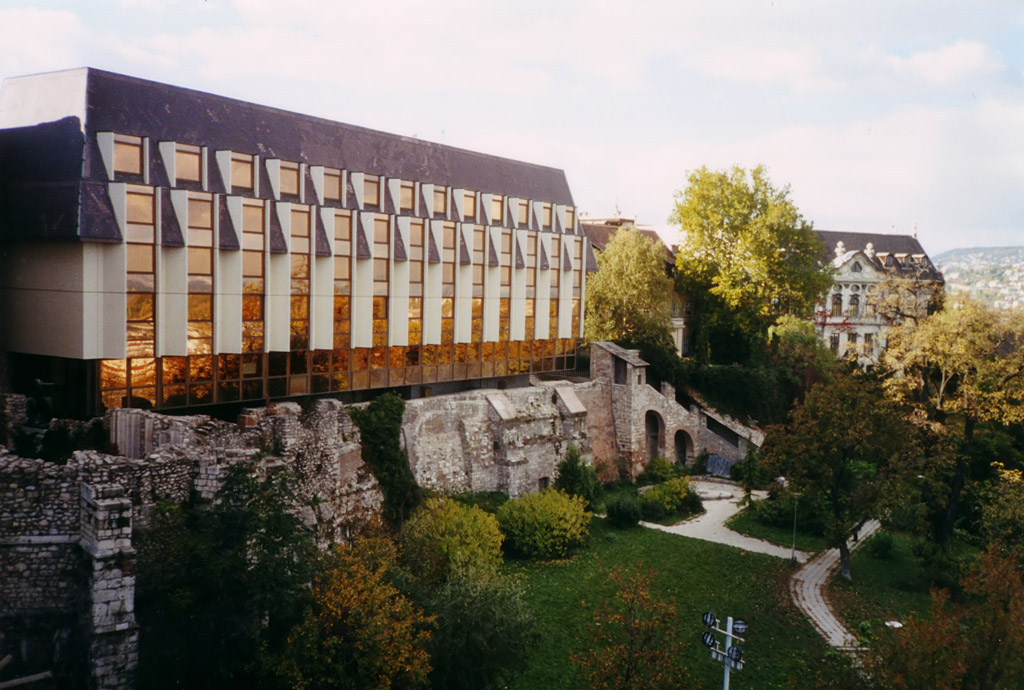
Hotel Hilton Budapešť
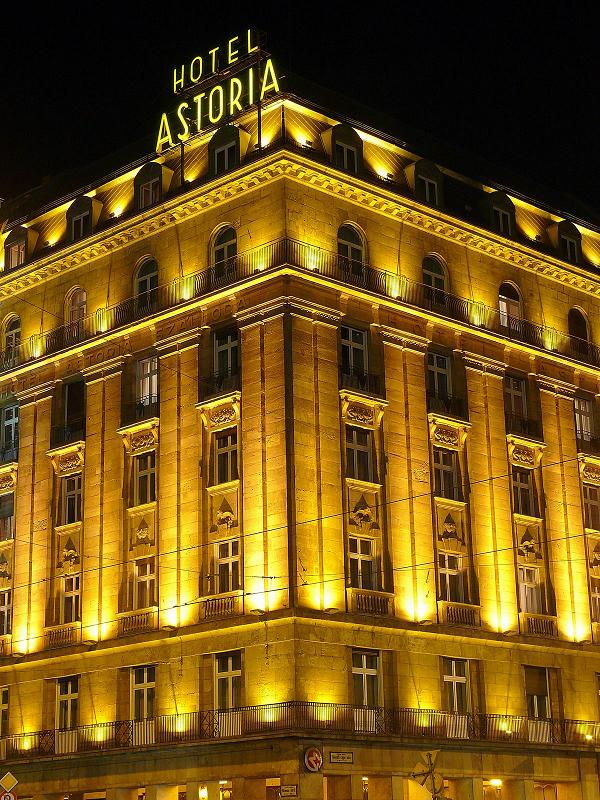
Danubius Hotel Astoria Budapešť
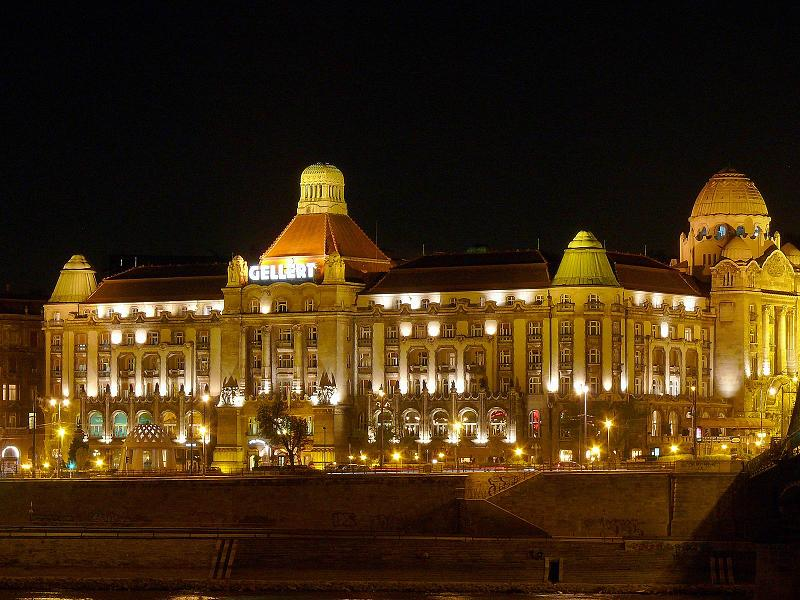
Danubius Hotel Gellért Budapešť
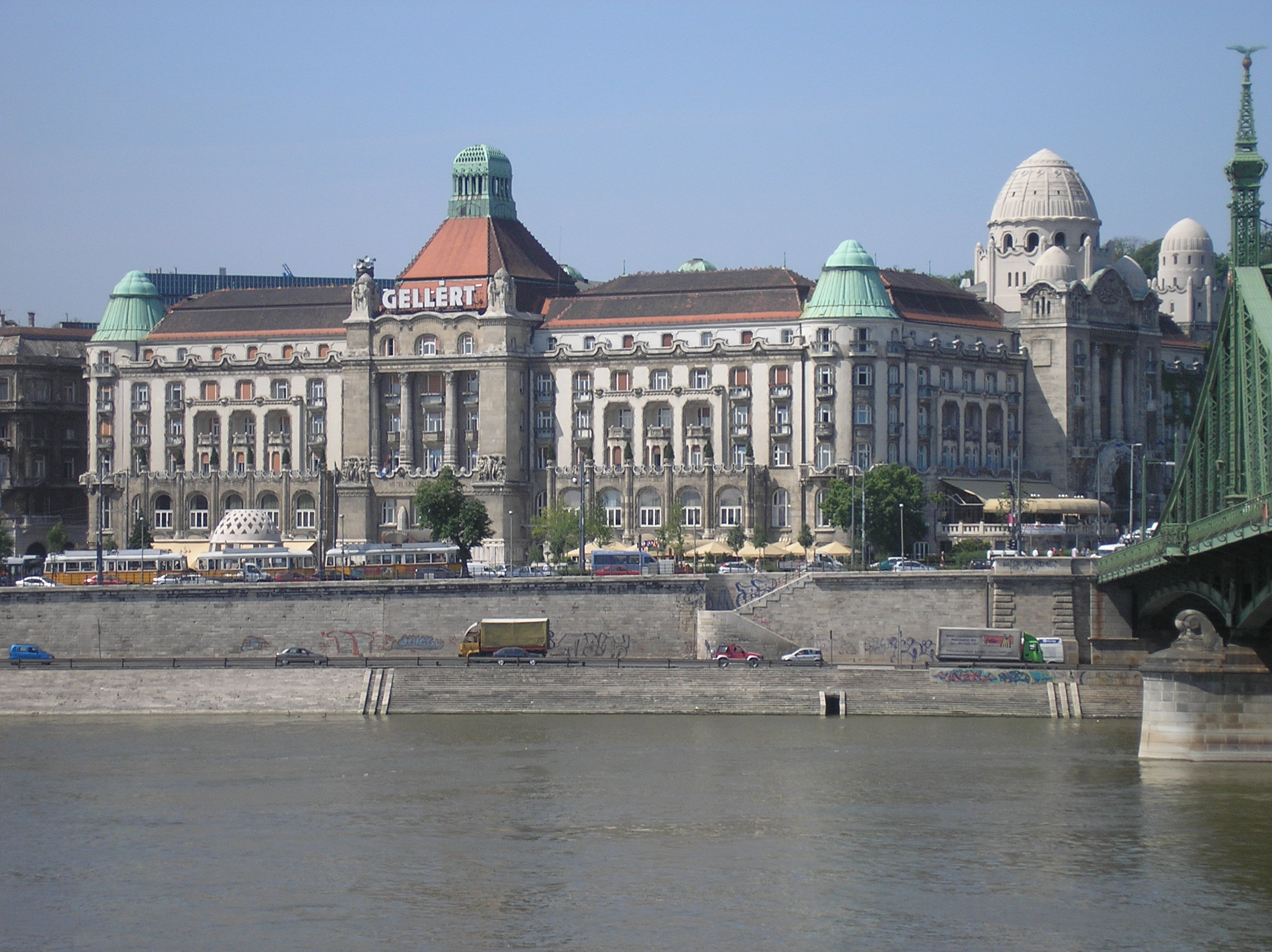
Danubius Hotel Gellért Budapešť
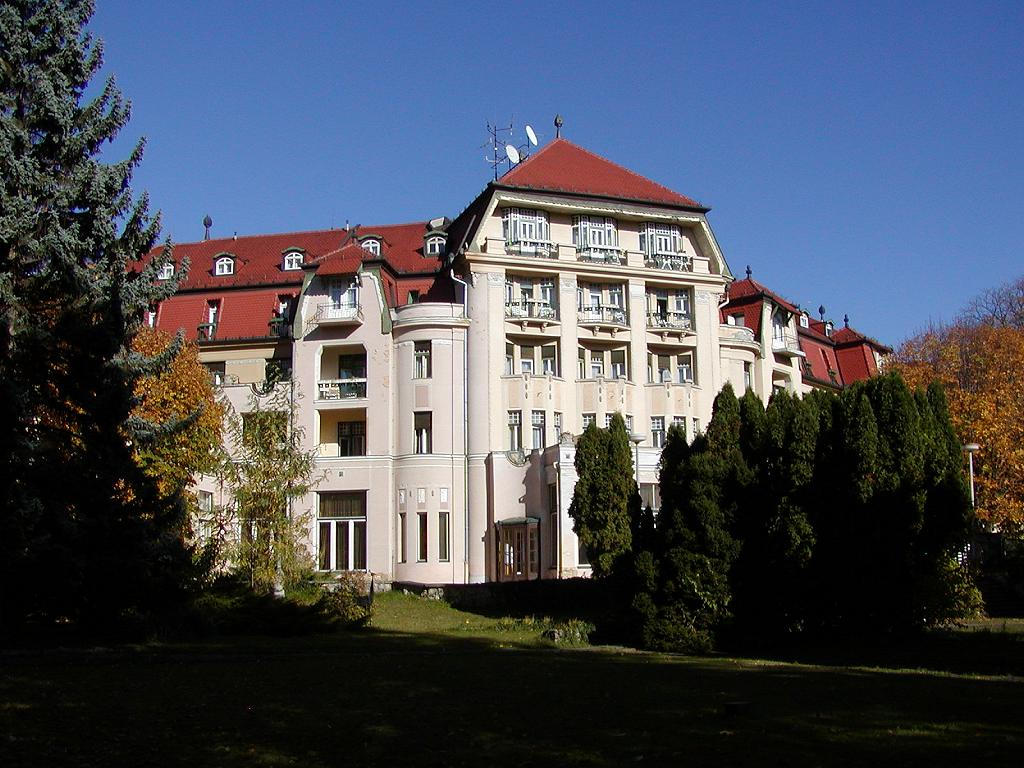
Danubius Health Spa Resort Thermia Palace Piešťany, Slovensko